# Hydrophorus nilicola
Hydrophorus nilicola är en tvåvingeart som beskrevs av Octave Parent 1927. Hydrophorus nilicola ingår i släktet Hydrophorus och familjen styltflugor. Inga underarter finns listade i Catalogue of Life.